# Димитър Николов (политик, р. 1967)
Вижте пояснителната страница за други личности с името Димитър Николов.
Димитър Николов Николов е български икономист и политик, кмет на община Бургас от 11 ноември 2007 година. Той е най-дълго управлявалият кмет на Бургас.

## Биография
Димитър Николов е завършил Професионална гимназия по транспорт и има магистратура по финансов мениджмънт от Стопанската академия в Свищов и професионална диплома по мениджмънт от НБУ. Майка му Милка Николова е дългогодишен директор на СХЕУ „Св. св. Кирил и Методий“, Бургас.
В периода между 1998 и 2006 година Николов е изпълнителен директор на „Победа“ АД. През 2006 година за кратко е управител на „КБС“ ООД, Бургас.
Бил е регионален координатор на ГЕРБ в Бургас, заместник-председател на Бургаската търговско-промишлена палата, председател на Консултативния бизнессъвет в Бургас, председател на Комисията по икономика и инвестиции в Общинския съвет на Бургас, регионален председател на КРИБ в Бургас. Член е на настоятелството на Бургаския свободен университет.
През 2007 година Димитър Николов е издигнат от партия ГЕРБ като кандидат за кмет на Община Бургас, подкрепен от десните сили в града. На местните избори през същата година успява да спечели на втория тур с 62,37 % срещу Валери Симеонов, подкрепен от Коалиция Атака. На втория конгрес на ГЕРБ на 10 януари 2010 година Николов е избран за член на Изпълнителната комисия на ГЕРБ – най-висшия ръководен орган на партията.
На местните избори през 2011 г. Димитър Николов е преизбран за кмет на Община Бургас, като отново е подкрепен от десните партии в града. Той успява да спечели 70,86 % от гласовете на избирателите. На местните избори през 2015 г. е преизбран за трети път с резултат от 84 % от подадените гласове. На местните избори през 2019 г. е преизбран за четвърти път с резултат от 65,8 % от подадените гласове.
През 2023 г. е преизбран за пети път с резултат от 60,5 % от подадените гласове.
Женен е, има 3 деца – момиче и 2 момчета.

## Награди
- „Бург на годината“ (2005)
- Награда за благотворителност и принос за развитието на Бургас „Димитър Бракалов“ (2005)
- Носител на статуетка „Хермес“ на Бургаската търговско промишлената палата (2004 и 2005)